# Demografía de Bangladés

Densidad de población

Este artículo describe las características de la demografía de Bangladés

## Población
A excepción de países muy pequeños tales como Singapur y Mónaco, Bangladés es el país más densamente poblado en el mundo. La nación, con 912 personas por kilómetro cuadrado, ha sido a menudo comparada con la isla de Java (Indonesia). El país padece una alta superpoblación. En 1992, el gobierno comenzó a promocionar el control natal para frenar el crecimiento de la población, pero con poco éxito. Muchas personas no tienen posesiones o están obligados a vivir en regiones pantanosas peligrosas, con el riesgo de contraer enfermedades. La difícil situación del país ha provocado que muchos bengalíes emigraran a países más prósperos en búsqueda de mejores condiciones de vida, siendo el Reino Unido el destino principal, seguido de otros como Emiratos Árabes Unidos, Estados Unidos y Canadá.
Para el 2020 se estimaba una población aproximada de 168,827,626 habitantes, posicionando al país en el lugar número 8 del total de países más poblados del mundo.
| 1500        | 1890        | 1948        | 1965        | 1971        | 1985         | 2000         | 2018         |
| ----------- | ----------- | ----------- | ----------- | ----------- | ------------ | ------------ | ------------ |
| 12 millones | 28 millones | 44 millones | 60 millones | 70 millones | 100 millones | 130 millones | 161 millones |

### Situación sanitaria
En un esfuerzo para contener la propagación de enfermedades como el cólera o la disentería, algunas organizaciones internacionales han fomentado la construcción de pozos de agua en todo el país. Varios años después de la implementación general del programa, más de un cuarto de la población tenía síntomas de envenenamiento por arsénico. Los altos niveles de arsénico natural en el agua no se habían tenido en cuenta. Los efectos del agua con contenido en arsénico son todavía un problema demográfico para el país.

## Etnias
Bangladés es prácticamente una nación homogénea desde el punto de vista étnico, con más de un 98% de población bengalí. La gran mayoría habla bengalí (bangla). El dos por ciento restante son musulmanes no bengalíes de otras regiones de India como Bihar, de habla urdu. Un pequeño número de grupos tribales habita los trechos de colinas de Chittagong al sudeste.

## Idioma
El bengalí es el único idioma oficial reconocido, aunque el inglés se utiliza también en todos los ámbitos y círculos oficiales del país, y gran parte de la población lo tiene como segundo idioma, sobre todo en el ámbito urbano.

## Religión
La mayoría de los bangladesíes (cerca del 83%) son musulmanes, pero los hindúes constituyen una minoría importante (16%). Existe también pequeños números de budistas, cristianos y animistas. Muchos de los grupos minoritarios sufren persecución por su etnia o su religión.
| Grupo religioso             | Población % 1951. | Población % 1961 | Población % 1974 | Población % 1981 | Población % 1991 | Población % 2001 | Población % 2011 |
| --------------------------- | ----------------- | ---------------- | ---------------- | ---------------- | ---------------- | ---------------- | ---------------- |
| Islam                       | 78.9 %            | 80.4 %           | 85.4 %           | 86.6 %           | 88.3 %           | 89.7 %           | 90.4 %           |
| Hinduism                    | 22 %              | 18.5%            | 13.5%            | 12.1 %           | 10.5 %           | 9.2%             | 8.5%             |
| Buddhism                    | 0.7 %             | 0.7 %            | 0.6 %            | 0.6 %            | 0.6 %            | 0.7 %            | 0.6%             |
| Christianity                | 0.3 %             | 0.3 %            | 0.2 %            | 0.3 %            | 0.3 %            | 0.3%             | 0.4%             |
| Other religions/No religion | 0.1 %             | 0.1 %            | 0.2 %            | 0.3 %            | 0.3 %            | 0.1%             | 0.1%             |

| Religión   | Population  |
| ---------- | ----------- |
| Musulmanes | 135,394,218 |
| Hindúes    | 12,730,651  |
| Budistas   | 898,635     |
| Cristianos | 599,090     |
| Otros      | 149,770     |